# Eudicella morgani
Eudicella morgani är en skalbaggsart som beskrevs av White 1839. Eudicella morgani ingår i släktet Eudicella och familjen Cetoniidae. Inga underarter finns listade i Catalogue of Life.